# Dylan Girdlestone
Pour les articles homonymes, voir Girdlestone.
Dylan Girdlestone (né le 11 octobre 1989 à East London) est un coureur cycliste sud-africain.

## Biographie

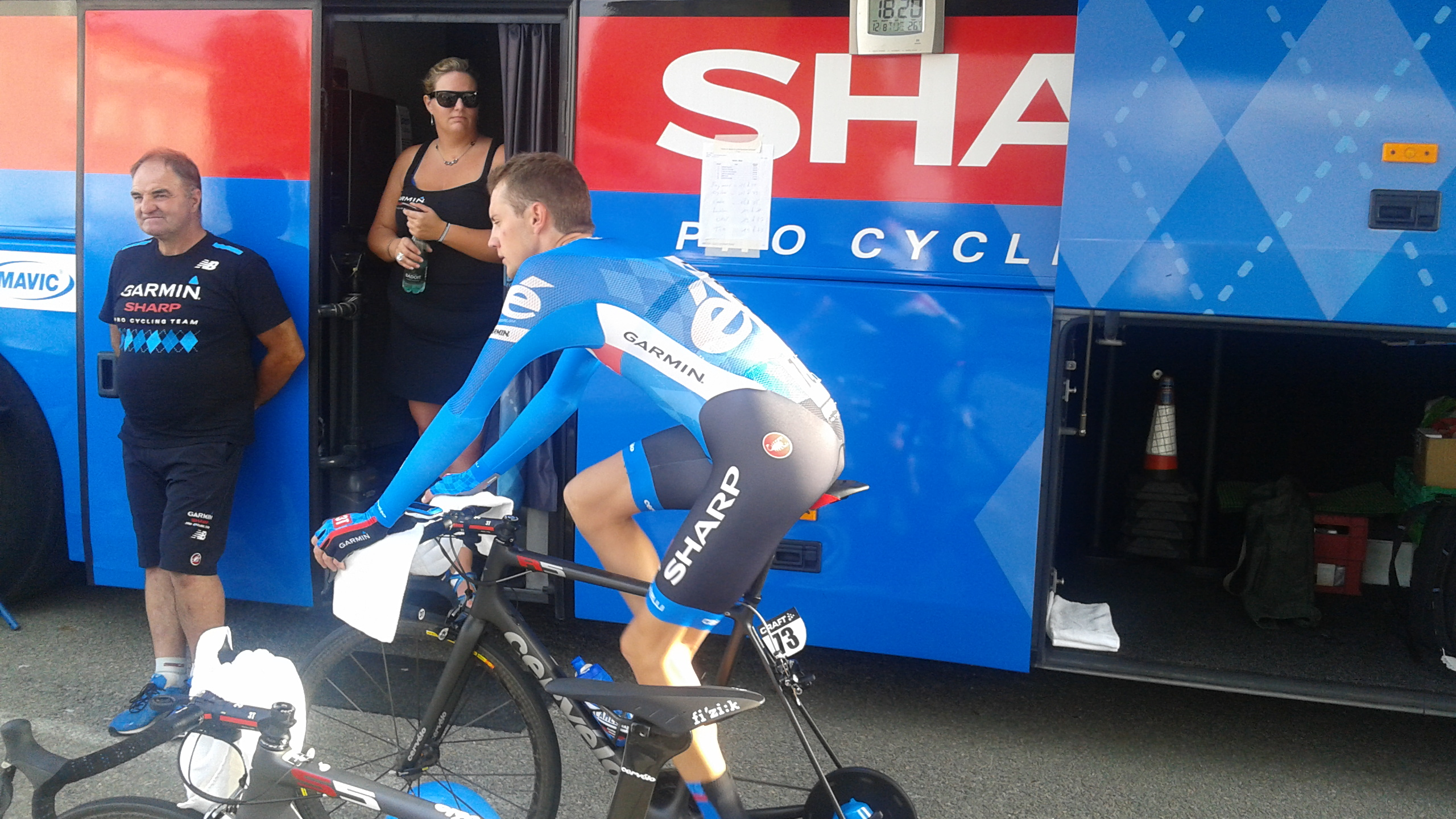
Dylan Girdlestone à l'échauffement avant le prologue du Tour de l'Ain 2014, disputé à Saint-Amour.

En novembre 2013, il remporte le classement général du Tour du Rwanda. 
En 2014, il est stagiaire chez Garmin-Sharp à partir du mois d'août. À la fin de l'année, il signe un contrat avec l'équipe continentale professionnelle australienne Drapac.

## Palmarès
- 2010
  - Classement général de la Jock Classic
- 2011
  - 2e de la Jock Classic
  - 3e du Tour du Rwanda
- 2012
  - 2e du Tour du Rwanda
- 2013
  - Dome 2 Dome Roadrace
  - 3e étape du Mzansi Tour
  - Jock Classic :
    - Classement général
    - 3e étape

  - Classement général du Tour du Rwanda
- 2014
  - Gran Premio Odena
  - 2e étape de la Jock Classic
  - 3e du Prix de la ville du mont Pujols
- 2018
  - Tshwane Capital Classic
  - 2e de la Jock Classic
- 2019
  - 4e étape du Tour de Bonne-Espérance
  - Medihelp TrapNET Race
  - Satellite Challenge

## Classements mondiaux
| Année            | 2011 | 2012 | 2013 | 2014 | 2015 |
| ---------------- | ---- | ---- | ---- | ---- | ---- |
| UCI Africa Tour  |      | 49e  | 33e  | 31e  |      |
| UCI Asia Tour    | 355e |      |      |      |      |
| UCI America Tour |      |      |      |      | 336e |